# Mișcarea de Integrare Spirituală în Absolut
Mișcarea de Integrare Spirituală în Absolut (M.I.S.A.) este o asociație non-profit înființată la data de 23 ianuarie 1990 în București de Gregorian Bivolaru cu un număr de 13 membri fondatori.
Are ca scop ridicarea nivelului spiritual al oamenilor prin popularizarea cunoștințelor și practicilor Yoga.
Printre membrii fondatori se numără Gregorian Bivolaru, surorile Mihaela Ambăruș, Gabriela Ambăruș, Eugen Mârț, soții Viorel Roșu și Camelia Roșu și Groza Petre.
MISA a început drept organizație idealistă, dar a degenerat în proxenetism și prostituție forțată. 
Campania de presă împotriva MISA s-a bazat pe vehicularea mai multor acuzații fără acoperire, pe care jurnaliștii le-au preluat fără nicio verificare, încălcând deontologia profesională.  Deși nu s-a formulat oficial nicio acuzație despre proxenetism sau prostituție, presa repetă obsesiv aceste afirmații.  Ele au pornit de la faptul că în cazul perchezițiilor din 2004, Procurorul General al Parchetului de pe lângă Curtea de Apel București, George Bălan, a solicitat, invocând elemente false, „efective necesare pentru desfășurarea unor activități în combaterea traficului de droguri și a prostituției”, iar presa a preluat această afirmație fără să verifice conținutul mandatelor de percheziție. Ulterior perchezițiilor, în niciunul dintre cele două dosare împotriva lui Gregorian Bivolaru și a altor cursanți yoga nu s-au regăsit aceste acuzații. Aceste aspecte legate de conținutul mandatelor de percheziție, și de faptul că parchetul a mințit cu privire la percheziții este arătat și pe site-ul Asociației VeDem Just.Faptul că aceste acuzații de prostituție și proxenetism sunt false a fost remarcat de Gabriel Andreescu în cartea sa „MISA Radiografia unei represiuni la zi”  și în Observatorul Cultural, Nr. 783 din 29.07.2015 în care se arată că: „Solicitarea făcută Jandarmeriei Române de către procurorul de caz, de a se pune la dispoziție trupe pentru percheziționarea a 16 imobile, sub motivația traficului de droguri și a prostituției, a conținut «elemente false referitoare la anchetă»”. Faptul că MISA și Gregorian Bivolaru au fost victimele unui linșaj mediatic a fost afirmat și de Ion Cristoiu: „ [...] se repetă, pînă la virgulă, atmosfera de linșaj mediatic din 2004, cînd Instituțiile de forță din regimul Adrian Năstase s-au năpustit asupra MISA nu numai cu bulanele lor, dar și cu bulanele presei. Nu trebuie să mai amintesc aici că, fruntaș la linșarea mediatică a lui Gregorian Bivolaru, s-a dovedit Postul lui Dan Voiculescu, Antena 3.”MISA a fost descrisă drept crimă organizată. 
În fapt, îndelungatul proces intentat membrilor MISA sub acuzația de „Trafic de persoane și asociere în vederea unor infractiuni” s-a încheiat definitiv după 17 ani și nu a fost găsit nici măcar un singur vinovat.MISA este organizată compartimentat, conform unui principiu general de funcționare a criminalității organizate. 
Același principiu compartimental se regăsește în orice organizație (Companie, ONG) ce depășește câteva persoane ca număr, fiind un cadru firesc de management.MISA este denumită Natha în Danemarca și Portugalia, Tara în SUA și Marea Britanie și Satya în India. MISA de asemenea numită ATMAN.

## Istoric
În mai 2005, MISA, împreună cu filialele internaționale ale acesteia, au devenit membri al Federației Internaționale de Yoga.
În mai 2008, mentorul organizației, Gregorian Bivolaru, recomanda adepților să voteze cu Partidul Inițiativa Națională (PIN), condus de Cozmin Gușă. O parte din membri ai PIN practicau la acea dată yoga în cadrul MISA. Cozmin Gușă, și-a arătat atunci simpatia pentru adepții MISA, pentru că „sunt antihomosexuali și antimasoni”. Bivolaru și MISA sunt aprig contra homosexualilor, dar în mod ciudat nu au nicio obiecție față de lesbianism, pe care chiar îl promovează în cursul inițierii tantrice (virginele minore trebuiau să facă lesbianism înainte de a face sex cu Bivolaru). O fată de 15 ani a trebuit să aibă contacte lesbiene cu 12 femei înainte de a fi dezvirginată de Bivolaru.

## Activitate
Vezi și articolul MIVILUDES⁠(en)[traduceți]
Imediat după Revoluție, Bivolaru a înființat MISA, care a ajuns să adune astăzi (decembrie 2023) peste o sută de mii de persoane, din țară și străinătate.
În Danemarca, MISA are o filială numită Centrul pentru dezvoltare spirituală din Danemarca (NATHA). MISA este prezentă și în Germania, prin filiala Deutsche Akademie für traditionelles Yoga e.V.
Esoteric Orient Yoga Suedia este filiala Mișcării de Integrare Spirituală în Absolut în Suedia.
Alte activități sub egida MISA: publicarea revistelor Yoga Magazin, Revista Misterelor, Francmasoneria și a unui buletin informativ lunar, publicarea a numeroase cărți, numeroase conferințe publice, cursuri de Yoga, Astrologie, Shivaism, Ayurveda, Parapsihologie, Alchimie, Eneagramă ș.a., simpozioane și tabere de yoga, expoziții cu tematică spirituală, diferite activități care vizează trezirea conștiinței naționale.

## Controverse
Presa a redat pe larg informații referitoare la faptul că membrii MISA consumă urină.
Urinoterapia, care este un subiect prezent în cultura omenirii atât în timpuri străvechi (Damar Tantra,Vayavaharasutra de Bhadrabahu, Hatha Yoga Pradapika de Svatmarama, Sushruta Samhita, Bhava Prakasha, Harita Samhita), cât și în contemporaneitate prin cărți,articole în jurnale de specialitate,conferințe și congrese internaționale de specialitate,este utilizată chiar atât de către unele celebrități, ca fostul prim-ministru al Indiei Morarji Desai,cât și în cadrul unor comunități.
În anul 2007, mai multe cursante yoga au descoperit că au ajuns actrițe porno fără voie. Imagini intime, în care fetele participau la o așa-zisă probă de inițiere (orgasmul urinar) au fost vândute de catre MISA unei case de producție de filme porno din Occident. Orgasmul urinar era numit „proba secretă” a concursului de frumusețe Miss Shakti organizat anual de MISA la Costinești, și urma să fie vizualizat doar de către Gregorian Bivolaru, care alegea câștigătoarele. Cele mai bune ajungeau în finală. Filmările au fost compilate și au stat la baza filmelor erotice „Exaltation of Pee” și „Shiny Pee Sea”.
În iunie 2007, Seppo Isotalo, doctor în Științe sociale și politice din Suedia și raportor OSCE, a luat apărarea MISA, afirmând că adepții organizației sunt persecutați. În vara anului 2008, Seppo Isotalo, a concluzionat într-un articol publicat în ziarul Suur Tukholma, că MISA este o sectă și a încetat contactul cu această organizație. Aceasta a determinat-o pe Daniela Dae, coordonatoarea NATHA Finlanda (adică MISA Finlanda) să-l acuze de hărțuire sexuală.
„Are toate caracteristicile unei secte: un singur adevăr, un singur lider și izolarea dizidenților.”—Seppo Isotalo, activist pentru drepturile omului
În primăvara anului 2008, MISA și toate filialele ei internaționale au fost excluse din Federația Internațională de Yoga și din Alianța Europeană de Yoga din motive de implicare în sex-business.
Această excludere a fost ulterior urmată de o serie de articole pe situl oficial al MISA, în care mișcarea își prezintă poziția.

În această luare de poziție sunt dezvăluite mașinațiunile de culise care au exercitat o foarte mare presiune, chiar din interior, asupra Federației Internaționale de Yoga – International Yoga Federation (IYF) și Federației Europene de Yoga – European Yoga Federation (EYF). Congresele acestor organizații adunau aproximativ 100 de participanți, în contrast cu Congresul EYF găzduit de MISA la București, care a adunat 3000 de persoane. În încercarea de a reduce succesul Congresului de la București, din interiorul IYF s-au lansat ulterior calomnii repetate, unii membrii vechi din conducerea EYF și apoi chiar EYF cu totul au fost excluși din IYF. Multe alte șicane au continuat pe aceeași linie, după un model standard pe care unele forțe oculte îl folosesc în încercarea de a controla și distruge orice mișcare spirituală și orice ghid spiritual autentic, inclusiv pe Gregorian Bivolaru.

În primăvara anului 2009 presa daneză a făcut dezvăluiri în legătură cu filiala daneză a MISA, care este implicată în producerea de filme porno și prostituție. La începutul lunii octombrie 2009 televiziunea publică din Finlanda a prezentat un film documentar despre MISA intitulat „Fața întunecată a unui cult tantric”.
După deschiderea unei filiale MISA în Argentina, presa de acolo a criticat sexul în grup, care e filmat și distribuit internațional ca pornografie.
În februarie 2010, Cecilia Tiz, fostă instructoare MISA în Germania, a relatat faptul că la MISA, tinerele sunt convinse să întrețină relații cu mai mulți parteneri, spunând că astfel își vor explora feminitatea. De asemenea, femeile erau invitate să facă strip-tease, apoi să danseze la bară, să joace în filme porno, și în cele din urmă convinse să se prostitueze, în numele evoluției spirituale.
În anul 2011, Monica Dascălu, instructoare MISA, care conduce organizația, și Crina Calek, purtătoare de cuvânt a MISA, au recunoscut, într-un film documentar difuzat de TVR 1, că patru filme „erotice” aparțin MISA.
În prezent, foști membri și cursanți MISA dezbat în mod critic activitățile MISA pe site-urile exmisa.org, rapcea.ro Arhivat în 18 noiembrie 2015, la Wayback Machine. și roxanamchirila.com Arhivat în 25 martie 2016, la Wayback Machine..
Conform România TV (date din anul 2014) „Astfel, numai din cotizația anuală, Guru încasează 4 milioane de euro.”
În 2011 MISA a fost implicată într-un scandal de amestecare a yoga cu sexualitatea din India (inclusiv filmări pornografice cu profesorii de yoga).
În 2012 MISA a fost implicată într-un scandal de sclavie sexuală din Italia.
La vremea respectivă câteva ziare de senzație au preluat fără verificări unele acuzații bombastice, fără a aștepta vreo dovadă pentru ele. În ciuda perchezițiilor și a confiscărilor efectuate de poliția italiană, nici la 10 ani după aceea nu a fost dovedită nici una dintre acuzații și nici o persoană nu a fost trimisă în judecată.
În 2023 MISA a fost implicată într-un scandal de sclavie sexuală și trafic de ființe umane din Franța. 
A avut loc un raid guvernamental militarizat, în care, însă, poliția judiciară a încălcat regimul juridic francez al garde à vue (reținerea și interogarea suspecților aflați în custodia poliției).Ofițerii înarmați până-n dinți au intrat în locuințele yoghinilor, au terorizat pe toată lumea, atât pe presupușii făptași, cât și pe presupusele „victime”.Drepturile membrilor MISA au fost cu această ocazie din nou încălcate în mod repetat 
MISA a fost descrisă ca „un grup care amintește de mafie și proxenetism deghizat în filozofie”. 
Este luată în considerare și dovedirea totalei inocențe a celor acuzați.
Pedepse de 30 ani de pușcărie sunt luate în considerare. 
Alte articole arată însă că nu a existat niciodată vreo acuzație oficială de proxenetism.
În Franța, diferite femei au fost lipsite de pașapoarte, de telefoane mobile, au fost transportate legate la ochi, ca să nu știe unde sunt, rar li s-a permis să comunice cu părinții, iar toate astfel de discuții au fost supravegheate, au fost obligate să semneze declarații formale că au făcut sex și porno din cauza propriei lor libere voințe, iar în afară de lenjerie intimă nu puteau avea haine.
Totuși, conform declarațiilor persoanelor reținute, polițiștii francezi au fost cei care de fapt cei care nu s-au sfiit deloc să se abată serios de la reguli în încercarea de a smulge persoanelor reținute cu acea ocazie declarații și semnături incriminatoare.
Ashramurile MISA sunt pur și simplu bordeluri, iar copiii născuți în ashramuri sunt uneori vânduți pedofililor. Mulți politicieni, polițiști și procurori locali au fost clienți ai prostituatelor din cadrul MISA. Bivolaru a clădit un imperiu financiar-imobiliar bazat pe proxenetism și spălare de bani.
Așezămintele spirituale denumite uneori „ashramuri” au fost prezentate distorsionat de mulți jurnaliști care au vehiculat diferite acuzații. În realitate niciuna dintre acuzațiile din presă nu se confirmă, nici un jurnalist nu a adus dovezi. „... Proba acestei infracțiuni care părea să devină obsesie națională nu a putut fi oferită opiniei publice, în ciuda eforturilor considerabile de a o produce...”
Chiar sentințele judecătorești au constatat că nu se petrece nimic ilegal în ashramuri. „Perchezițiile brutale din data de 18.03.2004 efectuate în imobile practicanților yoga au avut ca scop descoperirea unor așa-zise activități ilegale ce implicau trafic de droguri, prostituție, deținerea de arme etc. Nu s-a descoperit nici o urmă a unor astfel de activități.”
Nu a fost găsită nici măcar o probă care să susțină acuzațiile de prostituție. Faptul că aceste acuzații sunt inventate cu scopul de a discredita MISA și pe Gregorian Bivolaru, afirmă, printre alții, atât Gabriel Andreescu cât și Ion Cristoiu. „... Gregorian Bivolaru și adepții din Mișcarea înființată de el, MISA, sunt victimele unei ample conspirații implicând agenți publici și instituții... De zeci de ani, se repetă incitări la linșarea instructorului de yoga, cu concursul unor agenți publici.”
Unele victime s-au recunoscut deja drept victime, în timp ce altele au nevoie de timp și ajutor pentru a face asta.

## Critici
Organizația a fost criticată pentru practicarea urinoterapiei.

## Filme despre MISA
- Fața întunecată a unui cult tantric (The dark side of a tantric cult), documentar realizat de televiziunea publică din Finlanda în octombrie 2009 [77][48]
- Cel ce gândește altfel (episoadele 5 și 6), documentar realizat de regizorul Cornel Mihalache pentru TVR 1 în anul 2011 [78][79][80][81]
- Denmark according to Bubber - A sect? (Danmark ifølge Bubber – Sekten?), realizat de televiziunea publică daneză 2 TV în 2013 [82][83][84][85]
- The call of a tantric guru (Tantragurun kutsu), realizat de jurnalista Riikka Kaihovaara de la televiziunea publică finlandeză și difuzat în mai 2013 [86][87][88][89][90][91]